# وينفريد ماري ليتس
وينفريد ماري ليتس (بالإنجليزية: Winifred Mary Letts)‏ (1882، مانشستر الكبرى في المملكة المتحدة - 1972)؛ مؤلِّفة، كاتِبة مسرحية وشاعرة بريطانية.

## روابط خارجية
- وينفريد ماري ليتس على موقع ميوزك برينز (الإنجليزية)
- وينفريد ماري ليتس على موقع ديسكوغز (الإنجليزية)